# Sicc Meseországban
A Sicc Meseországban 2002-ben bemutatott magyar televíziós 2D-s számítógépes animációs film, amely Kálmán Jenő könyve és Tankó Béla rajzai alapján készült. Az animációs játékfilm rendezője és írója Táborita Ildikó, zeneszerzője Háry Péter.

## Rövid tartalom
A jól ismert történet során Sicc bejárja Meseországot, összetalálkozik sok mese ismert főszereplőjével, és okoz ugyan némi kalamajkát, de mindig kivágja magát a bajból.

## Alkotók
- Mesélő: Mikó István
- Kálmán Jenő könyve alapján írta és rendezte: Táborita Ildikó
- Zeneszerző és zörej: Háry Péter, Holy Hole stúdió
- Operatőr: Fazekas László
- Képes forgatókönyv: Varsányi Ferenc
- Mozgáspróba operatőr: Kovács Emőke
- Hangfelvétel: Nyerges András Imre
- Figuraterv: Nyitrai Szilvia, Táborita Ildikó, Tankó Béla rajzai alapján
- Háttér: Anca Moldovanou, Csikós György
- Layout: Táborita Ildikó
- Animációk: Csatai József, Julian Grigoriu, Király László, Kiss Gábor, Szabó János, Tache Flavius, Ujvári László, Varga Erika, Velkey Zoltán
- Rajzolók: Albert Barbara, Antal Anett, Babszky Zsuzsa, Balassa Judit, Bánóczky Tibor, Baráth Panni, Beck Ágnes, Bogdán Andrea, Heim Zsuzsa, Király Bernadett, Kovács Andrea, Kovács Magdolna, Kovács Szilvia, Márton Éva, Mircea San Percu, Mirella Tache, Nagy Etel, Polgár Tibor, Polyák Zita, Pothorszky Szilvia, Takács Márta
- Digitális utómunka: Csikós György, Sándor Emőke, Sándor Zoltán
- Rendezőasszisztens: Vaszilkó Rita
- Gyártásvezető: Munding László
- Műszaki vezető: Fazekas László

Készítette a Firkafilm Kft.

## Érdekesség
- Kálmán Jenő „Sicc Meseországban” című mesekönyve alapján készítették a magyar animációs filmet.